# Shootfighter
Shootfighter (título original: Shootfighter: Fight to the Death) es una película estadounidense de acción de 1993, dirigida por Patrick Alan, escrita por Judd Lynn, Larry Felix Jr., Peter Shaner y Robert Ginty, musicalizada por Joel Goldsmith, en la fotografía estuvo Glenn Kershaw y los protagonistas son Bolo Yeung, Maryam d’Abo y William Zabka, entre otros. El filme fue realizado por ANA Productions y se estrenó el 5 de mayo de 1993.

## Sinopsis
Las peleas finalizan cuando el adversario queda inconsciente o pierde la vida, estas se realizan en Tijuana. Dos amigos, con la ilusión de ganar plata, se anotan.